# Deurne (Països Baixos)
Deurne és un municipi de la província del Brabant del Nord, al sud dels Països Baixos. Al 2014 tenia 31.711 habitants repartits sobre una superfície de 118,37 km² (dels quals 1,25 km² corresponen a aigua). Limita al nord amb Helmond, Gemert-Bakel i Venray (L), a l'est amb Horst aan de Maas (L) i al sud amb Asten, Meijel (L), Sevenum (L) i Helden (L).

## Centres de població
Deurne, Liessel, Vlierden, Neerkant i Helenaveen.

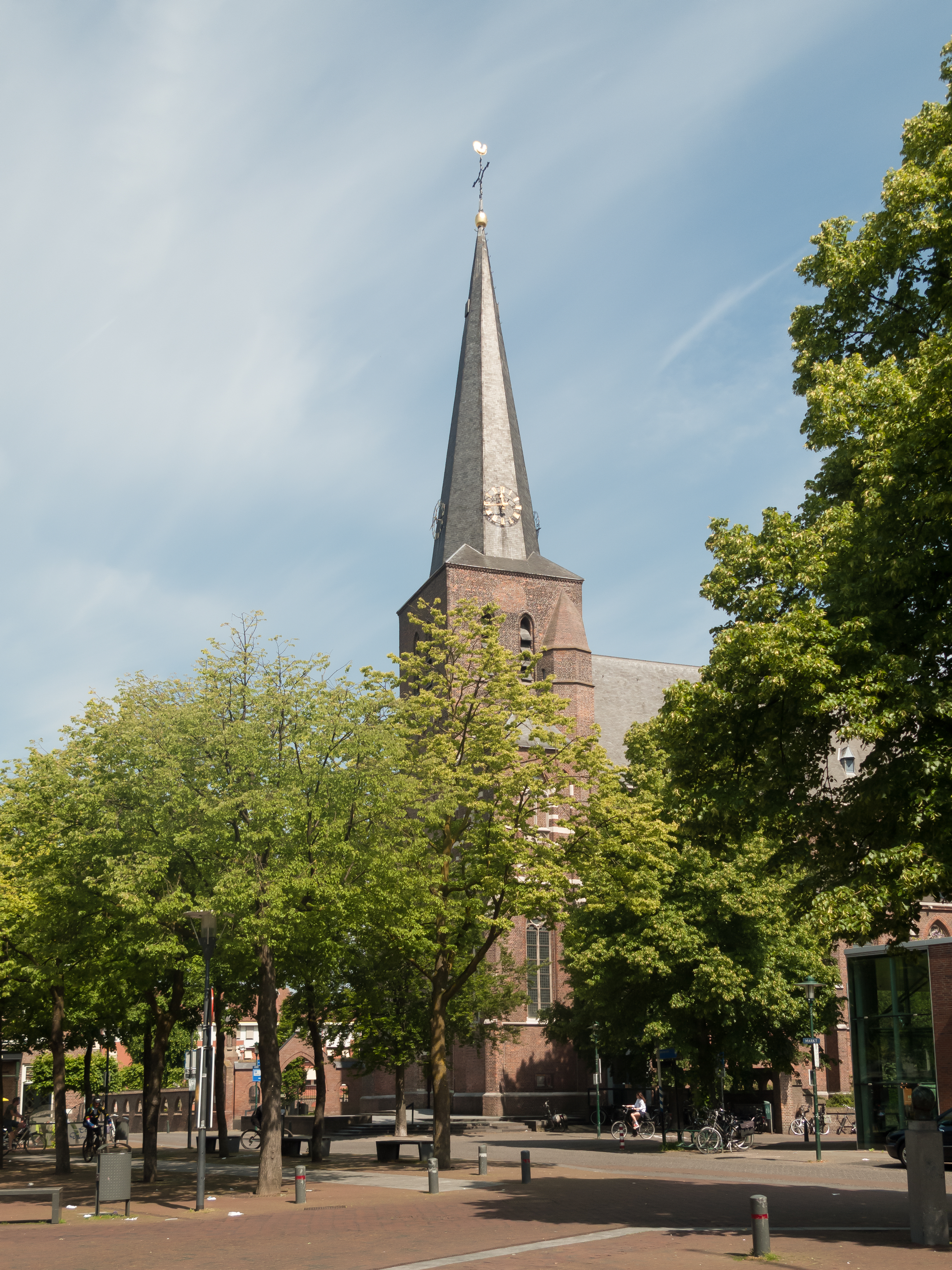
Esglesia de Sint Willibrorduskerk

## Ajuntament
- CDA 6 regidors
- DOE! 5 regidors
- DeurneNu 4 regidors
- PvdA 3 regidors
- VVD 3 regidors
- Progressief Akkoord 1 regidor
- Fractie van Doorn 1 regidor